# Somdev Devvarman
Somdev Devvarman (Guwahati, 13. veljače 1985.) indijski je profesionalni tenisač. Trenutačno živi u SAD-u u gradu Charlottesvilleu. Svoju najbolju poziciju na ATP ljestvici ostvario je 25. srpnja 2011. godine kada se nalazio na 62. mjestu. Na Grand Slam turnirima Devvarman nije bio veoma uspješan, a svoje najbolje rezultate zabilježio kada je došao 2.kola Wimbledona i US Opena. Devvarman je dva puta igrao finale ATP turnira i oba dva puta je izgubio.

## ATP turniri

### Pojedinačno - finalist (2)
| Br. | Nadnevak          | Turnir       | Suparnik u finalu | Rezultat      |
| 1.  | 5. siječnja 2009. | Chennai      | Marin Čilić       | 4:6,6:7       |
| 2.  | 6. veljače 2011.  | Johannesburg | Kevin Anderson    | 6:4, 3:6, 2:6 |

### Parovi - finalist (1)
| Br. | Nadnevak         | Turnir      | Partner           | Suparnici u finalu            | Rezultat |
| 1.  | 31. srpnja 2011. | Los Angeles | Treat Conrad Huey | Mark Knowles i Xavier Malisse | 6:7, 6:7 |